# Istebna
Pour les articles homonymes, voir Istebna (homonymie).
Istebna est un village de la voïvodie de Silésie et du powiat de Cieszyn. Il est le siège de la gmina d'Istebna et comptait 5 007 habitants en 2009.